# Ampe kế
Ampe kế là dụng cụ đo cường độ dòng điện được mắc nối tiếp trong mạch. Ampe kiềm dùng để đo dòng rất nhỏ cỡ miliampe gọi là miliampe . Tên của dụng cụ đo lường này được đặt theo đơn vị đo cường độ dòng điện là ampe.

## Ampe kế can thiệp

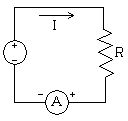
Ampe kế can thiệp mắc nối tiếp với mạch điện.

Các ampe kế can thiệp khi đo dòng điện chạy trong một dây điện phải được mắc nối tiếp với dây điện.
Mọi ampe kế đều tiêu thụ một hiệu điện thế nhỏ nối tiếp trong mạch điện.
Ký hiệu ampe kế trong mạch điện là một vòng tròn có chữ A ở giữa và có thể thêm ký hiệu các cực dương và âm hai bên cho dòng điện một chiều.
Để giảm ảnh hưởng đến mạch điện cần đo, hiệu điện thế tiêu thụ trong mạch của ampe kế phải càng nhỏ càng tốt. Điều này nghĩa là trở kháng tương đương của ampe kế trong mạch điện phải rất nhỏ so với điện trở của mạch.
Khi mắc ampe kế vào mạch điện một chiều, chú ý nối các cực điện theo đúng chiều dòng điện.
Luôn chọn thang đo phù hợp trước khi đo: chọn thang lớn nhất trước, rồi hạ dần cho đến khi thu được kết quả nằm trong thang đo.
Trong nhiều thiết kế, ampe kế là một điện kế có mắc sơn. Tùy theo loại điện kế mà ampe kế thuộc các loại khác nhau: ampe kế điện từ có khung quay chỉ đo được dòng 1 chiều, ampe kế có sắt quay hoặc amppe kế nhiệt do được cả dòng một chiều và xoay chiều.

### Ampe kế khung quay
Xem thêm bài Gavanô kế

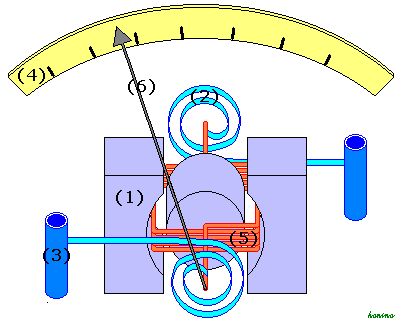
Các bộ phận của ampe kế. 1: nam châm. 2: lò xo xoắn. 3: chốt giữ lò xo. 4: thước hình cung. 5: cuộn dây dẫn điện. 6: kim.

Ampe kế truyền thống, còn gọi là Gavanô kế (điện kế), là một bộ chuyển đổi từ cường độ dòng điện sang chuyển động quay, trong một cung, của một cuộn dây nằm trong từ trường.
Loại ampe kế truyền thống này thường dùng để đo cường độ của dòng điện một chiều chạy trong một mạch điện. Bộ phận chính là một cuộn dây dẫn, có thể quay quanh một trục, nằm trong từ trường của một nam châm vĩnh cửu. Cuộn dây được gắn với một kim chỉ góc quay trên một thước hình cung. Một lò xo xoắn kéo cuộn và kim về vị trí số không khi không có dòng điện. Trong một số dụng cụ, cuộn dây được gắn với một miếng sắt, chịu lực hút của các nam châm và cân bằng tại vị trí số không.
Khi dòng điện một chiều chạy qua cuộn dây, dòng điện chịu lực tác động của từ trường (do các điện tích chuyển động bên trong dây dẫn chịu lực Lorentz) và bị kéo quay về một phía, xoắn lò xo, và quay kim. Vị trí của đầu kim trên thước đo tương ứng với cường độ dòng điện qua cuộn dây. Các ampe kế thực tế có thêm cơ chế để làm tắt nhanh dao động của kim khi cường độ dòng điện thay đổi, để cho kim quay nhẹ nhàng theo sự thay đổi của dòng điện mà không bị rung. Một cơ chế giảm dao động được dùng là ứng dụng sự chuyển hóa năng lượng dao động sang nhiệt năng nhờ dòng điện Foucault. Cuộn dây được gắn cùng một đĩa kim loại nằm trong từ trường của nam châm. Mọi dao động của cuộn dây và đĩa sinh ra dòng Foucault trong đĩa. Dòng này làm nóng đĩa lên, tiêu hao năng lượng dao động và dập tắt dao động.
Để giảm điện trở của ampe kế, cuộn dây trong nó được làm rất nhỏ. Cuộn dây đó chỉ chịu được dòng điện yếu, nếu không cuộn dây sẽ bị cháy. Để đo dòng điện lớn, người ta mắc song song với cuộn dây này một điện trở nhỏ hơn, gọi là shunt, để chia sẻ bớt dòng điện. Các thang đo cường độ dòng điện khác nhau ứng với các điện trở shunt khác nhau. Trong các ampe kế truyền thống, các điện trở shunt được thiết kế để cường độ dòng điện tối đa qua cuộn dây không quá 50mA.
Việc đọc kết quả do kim chỉ trên thước có thể sai sót nếu nhìn lệch. Một số ampe kế lắp thêm gương tạo ra ảnh của kim nằm sau thước đo. Với ampe kế loại này, kết quả đo chính xác được đọc khi nhìn thấy ảnh của kim nằm trùng với kim.

### Ampe kế sắt từ
Ampe kế sắt từ cấu tạo từ hai thanh sắt non nằm bên trong một ống dây. Một thanh được cố định còn thanh kia gắn trên trục quay, và gắn với kim chỉ góc quay trên một thước hình cung. Khi cho dòng điện qua ống dây, dòng điện sinh ra một từ trường trong ống. Từ trường này gây nên cảm ứng sắt từ trên hai thanh sắt, biến chúng thành các nam châm cùng chiều. Hai nam châm cùng chiều luôn đẩy nhau, không phụ thuộc vào chiều dòng điện qua ống dây. Vì lực đẩy này, thanh nam châm di động quay và góc quay tương ứng với cường độ dòng điện qua ống dây.
Ampe kế sắt từ có thể đo dòng xoay chiều, do góc quay của kim không phụ thuộc chiều dòng điện.

### Ampe kế nhiệt
Bộ phận chính của ampe kế nhiệt là một thanh kim loại mảnh và dài được cuộn lại giống một lò xo xoắn với một đầu gắn cố định, còn đầu kia gắn với một kim chuyển động trên nền một thước hình cung. Khi dòng điện chạy qua, thanh xoắn nóng lên đến nhiệt độ cân bằng (công suất nhiệt nhận được từ dòng điện bằng công suất nhiệt tỏa ra môi trường), và giãn nở nhiệt, đẩy đầu tự do quay. Góc quay, thể hiện bởi vị trí đầu kim trên thước đo, tương ứng với cường độ dòng điện.

### Ampe kế điện tử
Xem thêm vạn năng kế

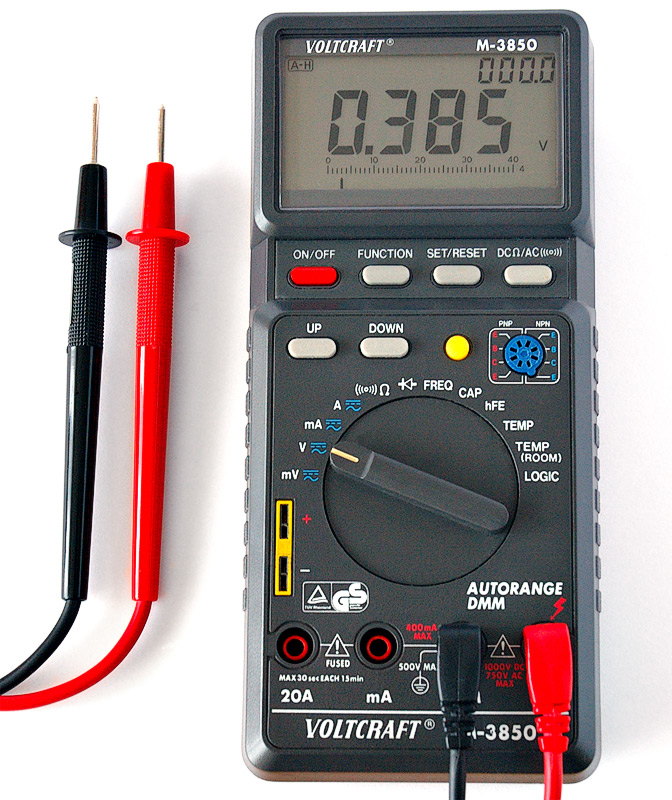
Vạn năng kế điện tử có thể dùng làm ampe kế.

Ampe kế điện tử thường là một chế độ hoạt động của vạn năng kế điện tử. Bản chất hoạt động của loại ampe kế này có thể mô tả là một vôn kế điện tử đo hiệu điện thế do dòng điện gây ra trên một điện trở nhỏ gọi là shunt. Các thang đo khác nhau được điều chỉnh bằng việc chọn các shunt khác nhau. Cường độ dòng điện được suy ra từ hiệu điện thế đo được qua định luật Ohm.

## Ampe kế không can thiệp
Ampe kế can thiệp có nhược điểm là cần phải được lắp đặt như một thành phần trong mạch điện. Chúng không dùng được cho các mạch điện đã được chế tạo khó thay đổi. Đối với các mạch điện này, người ta có thể đo đạc từ trường sinh ra bởi dòng điện để suy ra cường độ dòng điện. Phương pháp đo như vậy không gây ảnh hưởng đến mạch điện, an toàn, nhưng đôi khi độ chính xác không cao bằng phương pháp can thiệp.

### Đầu dò hiệu ứng Hall
Xem thêm bài đầu đo dòng điện hiệu ứng Hall
Phương pháp đo này sử dụng hiệu ứng Hall tạo ra một hiệu điện thế tỷ lệ thuận (với hệ số tỷ lệ biết trước) với cường độ dòng điện cần đo.
Hiệu điện thế Hall vH gần như tỷ lệ thuận với cường độ từ trường sinh ra bởi dòng điện, do đó tỷ lệ thuận với cường độ của dòng điện đó. Chỉ cần cuốn một hoặc vài vòng dây mang dòng điện cần đo quanh một lõi sắt từ của đầu đo là ta có được từ trường đủ để kích thích hoạt động của đầu đo. Thậm chí đôi khi chỉ cần kẹp lõi sắt cạnh đường dây là đủ.

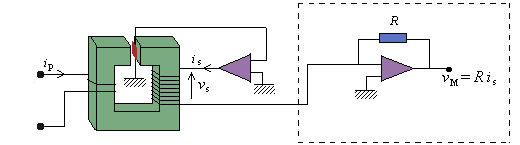
Sơ đồ mạch điện của một đầu đo cường độ dòng điện sử dụng hiệu ứng Hall. Màu xanh lục: lõi sắt từ, màu đỏ: thanh Hall, màu tím: bộ khuếch đại điện, màu lam: điện trở. Điện thế ra v_{M} tỷ lệ với cường độ dòng điện vào i_{p}

Tuy nhiên hiện tượng từ trễ không tuyến tính trong sắt từ có thể làm giảm độ chính xác của phép đo. Trên thực tế người ta có thể sử dụng một mạch điện hồi tiếp để giữ cho từ thông trong lõi sắt luôn xấp xỉ không, giảm thiểu hiệu ứng từ trễ và tăng độ nhạy của đầu đo, như trong hình vẽ. Dòng điện hồi tiếp iS được chuyển hóa thành hiệu điện thế ra vS nhờ bộ khuếch đại điện. Tỷ lệ giữa số vòng cuốn trên lõi sắt từ m (thường trong khoảng từ 1000 đến 10000) cho phép liên hệ giữa dòng cần đo và dòng hồi tiếp: iS = 1/m · iP.
Các ưu điểm:

Ampe kìm

- Hiệu điện thế tiêu thụ trên đoạn dây cuốn vào đầu đo chỉ chừng vài mV.
- Hệ thống rất an toàn do được cách điện với mạch điện.
- Hệ thống có thể đo dòng điện xoay chiều có tần số từ 0 (tức là điện một chiều) đến 100kHz

Hệ thống này cũng được ứng dụng trong vạn năng kế điện tử, hay thậm chí trong dao động kế.

### Ampe kế kìm

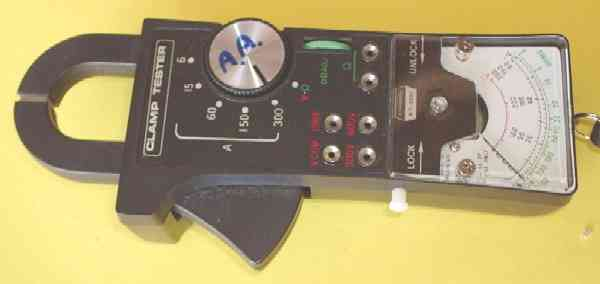
Một Ampe kế kìm đo cường độ dòng điện

Trong dòng điện xoay chiều, từ trường biến thiên sinh ra bởi dòng điện có thể gây cảm ứng điện từ lên một cuộn cảm nằm gần dòng điện. Đây là cơ chế hoạt động của Ampe kế kìm.